# Federazione di pattinaggio della Francia
La Federazione di pattinaggio della Francia (frː Fédération Française de Roller Sports) è l'organo nazionale francese che governa e gestisce tutti gli sport rotellistici e ha lo scopo di organizzare, disciplinare e sviluppare tali discipline.

L'ente è stato fondato nel 1910 e ha la sede a Bordeaux.

## Discipline
Le discipline ufficialmente affiliate alla federazione sono le seguenti:
- Hockey su pista
- Hockey in linea
- Pattinaggio freestyle
- Pattinaggio artistico
- Pattinaggio corsa
- Skateboard
- Skiroll